# Riverside (hrabstwo Suffolk)
Riverside – jednostka osadnicza w Stanach Zjednoczonych, w stanie Nowy Jork, w hrabstwie Suffolk.